# Bedford (Iowa)
Bedford è una città degli Stati Uniti d'America, situata nello Stato dell'Iowa, nella contea di Taylor, della quale è il capoluogo.